# Téléphone de table TF 53
 (avril 2016).
Si vous disposez d'ouvrages ou d'articles de référence ou si vous connaissez des sites web de qualité traitant du thème abordé ici, merci de compléter l'article en donnant les références utiles à sa vérifiabilité et en les liant à la section « Notes et références ».

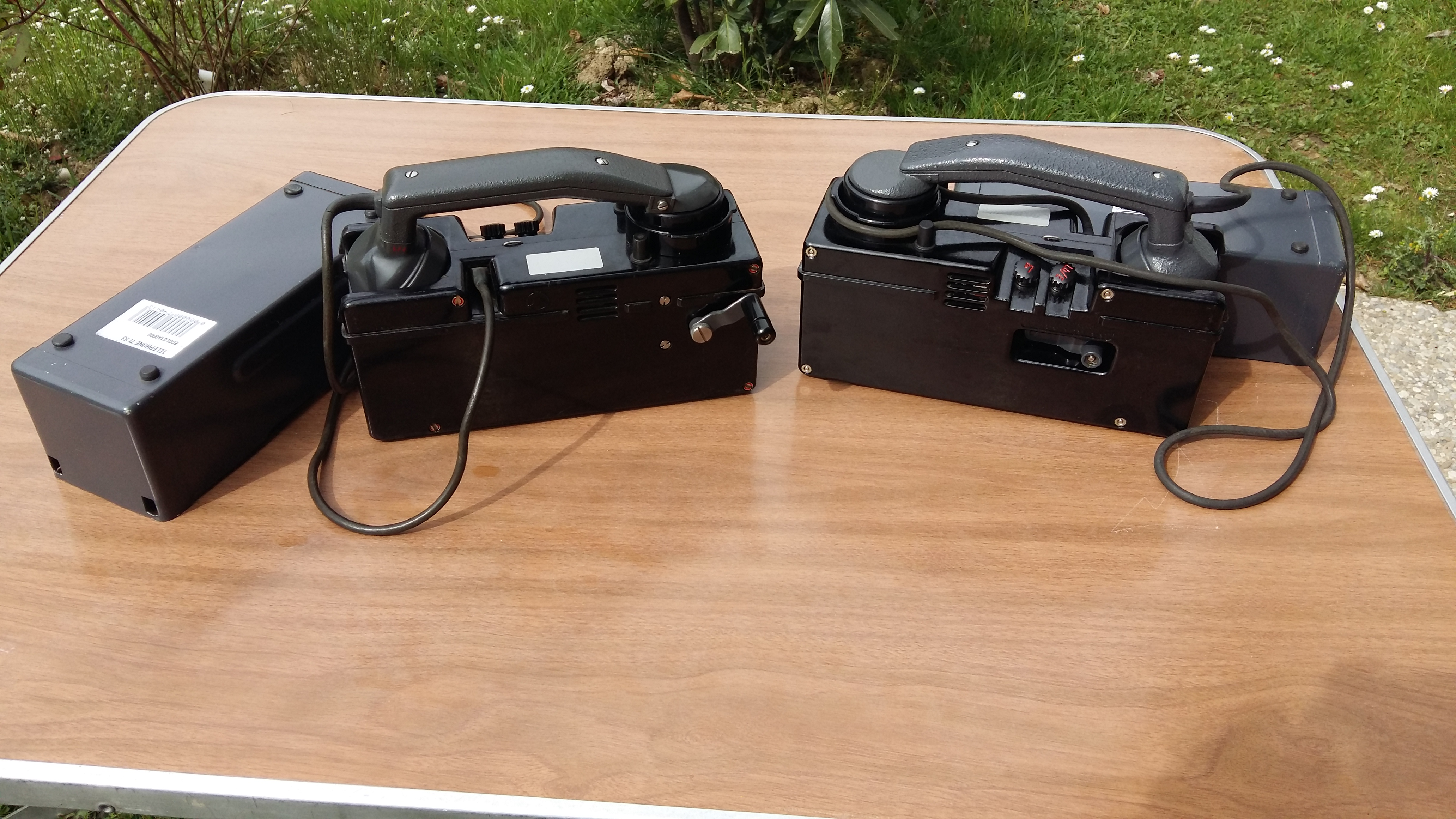
Deux téléphones TF53.

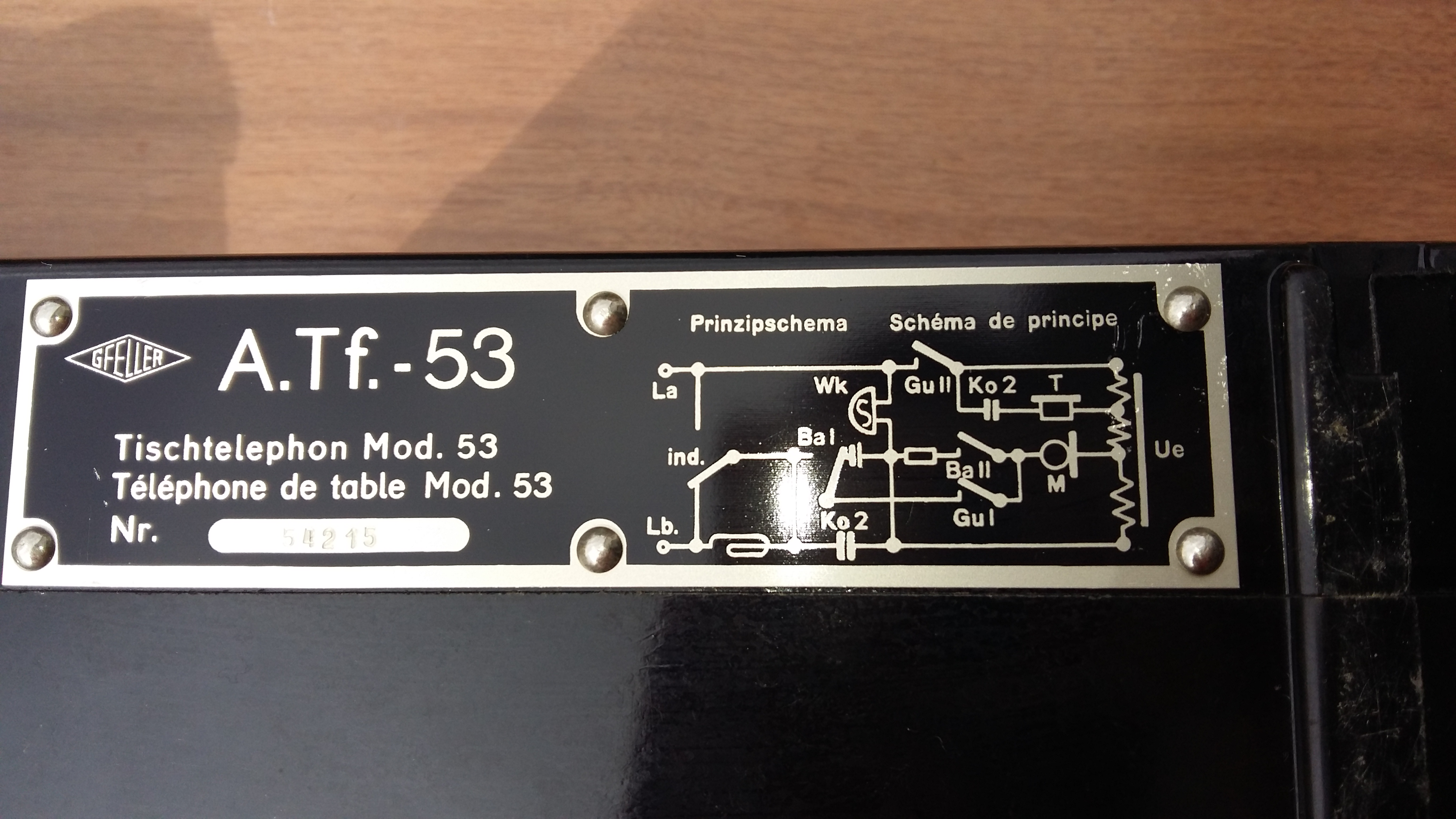
Schéma électrique : fonctionne à l'aide d'une batterie de 1,5 V

Le Téléphone de table TF53 est un téléphone militaire de l'armée suisse dont le boitier complet pèse 2,7 kg. Son fonctionnement et similaire à sa version mobile, le téléphone de campagne 50.